# College-Tennis-Saison 2017/18
Die College-Tennis-Saison 2017/18 begann am 23. Juni 2017 mit der Sommerturnierserie und wird voraussichtlich nach den NCAA-Meisterschaften im Mai 2018 in die Sommerpause gehen.

## Anmerkung
Die folgenden Tabellen bieten eine Übersicht über die wichtigsten Turniere der Spielzeit, wobei nur Turniere für Mannschaften von Universitäten der NCAA Division I berücksichtigt sind. Für Teams kleinerer Universitäten gibt es eigene Turniere, die hier keine Erwähnung finden. Außerdem gibt es noch zahlreiche Einladungsturniere, die aber ebenfalls nicht den Stellenwert der unten aufgeführten Turniere haben.

## Individualmeisterschaften
| Datum                      | Turnier                                                                         | Konkurrenz | Sieger | Finalgegner | Ergebnis |
| -------------------------- | ------------------------------------------------------------------------------- | ---------- | ------ | ----------- | -------- |
| 12.–15. August             | ITA National Summer Championships Fort Worth, Texas Hartplatz                   | Herren     |        |             |          |
| 12.–15. August             | ITA National Summer Championships Fort Worth, Texas Hartplatz                   |            |        |             |          |
| 12.–15. August             | ITA National Summer Championships Fort Worth, Texas Hartplatz                   | Damen      |        |             |          |
| 12.–15. August             | ITA National Summer Championships Fort Worth, Texas Hartplatz                   |            |        |             |          |
| 21.–24. September          | ITA Masters Malbu, Kalifornien Hartplatz                                        | Herren     |        |             |          |
| 21.–24. September          | ITA Masters Malbu, Kalifornien Hartplatz                                        | Damen      |        |             |          |
| 21.–24. September          | ITA Masters Malbu, Kalifornien Hartplatz                                        | Mixed      |        |             |          |
| 30. September – 9. Oktober | ITA Men’s All-American Championships Tulsa, Oklahoma Hartplatz                  | Herren     |        |             |          |
| 30. September – 9. Oktober | ITA Men’s All-American Championships Tulsa, Oklahoma Hartplatz                  | Herren     |        |             |          |
| 30. September – 8. Oktober | ITA Women’s All-American Championships Pacific Palisades, Kalifornien Hartplatz | Damen      |        |             |          |
| 30. September – 8. Oktober | ITA Women’s All-American Championships Pacific Palisades, Kalifornien Hartplatz | Damen      |        |             |          |
| 1.–5. November             | ITA National Fall Championships Indian Wells, Kalifornien Hartplatz             | Herren     |        |             |          |
| 1.–5. November             | ITA National Fall Championships Indian Wells, Kalifornien Hartplatz             | Herren     |        |             |          |
| 1.–5. November             | ITA National Fall Championships Indian Wells, Kalifornien Hartplatz             | Damen      |        |             |          |
| 1.–5. November             | ITA National Fall Championships Indian Wells, Kalifornien Hartplatz             |            |        |             |          |
| Mai                        | NCAA Division I Tennis Championships Winston-Salem, North Carolina Hartplatz    | Herren     |        |             |          |
| Mai                        | NCAA Division I Tennis Championships Winston-Salem, North Carolina Hartplatz    | Herren     |        |             |          |
| Mai                        | NCAA Division I Tennis Championships Winston-Salem, North Carolina Hartplatz    | Damen      |        |             |          |
| Mai                        | NCAA Division I Tennis Championships Winston-Salem, North Carolina Hartplatz    |            |        |             |          |

## Mannschaftsmeisterschaften
| Datum           | Turnier                                                                                       | Konkurrenz | Sieger | Finalgegner | Ergebnis |
| --------------- | --------------------------------------------------------------------------------------------- | ---------- | ------ | ----------- | -------- |
| 9.–12. Februar  | ITA Division I National Women’s Team Indoor Championship Madison, Wisconsin Hartplatz (Halle) | Damen      |        |             |          |
| 16.–19. Februar | ITA Division I National Men’s Team Indoor Championship Seattle, Washington Hartplatz (Halle)  | Herren     |        |             |          |
| Mai             | NCAA Division I Tennis Championships Winston-Salem, North Carolina Hartplatz                  | Herren     |        |             |          |
| Mai             | NCAA Division I Tennis Championships Winston-Salem, North Carolina Hartplatz                  | Damen      |        |             |          |